# Ley penal en blanco
En Derecho penal, se conocen como leyes penales en blanco o leyes necesitadas de complemento a aquellos preceptos penales principales que contienen la pena, pero no consignan íntegramente los elementos específicos del supuesto de hecho, puesto que el legislador se remite a otras disposiciones legales del mismo o inferior rango.
La utilización de leyes penales en blanco puede suponer una vulneración del principio de legalidad en Derecho penal. El principio de legalidad penal conlleva cuatro exigencias: lex scripta, lex certa, lex previa y "lex stricta". A saber: ley escrita, cierta, previa y estricta. Las dos primeras exigencias pueden verse afectadas por la existencia de las normas penales que hacen un reenvío a normas de rango menor. 
Por otra parte, también implica una vulneración del principio de separación de poderes, puesto que habilita al poder ejecutivo para que instituya prohibiciones penales, lo cual debería estar reservado al poder legislativo.

## Situación por país

### Argentina
Las leyes penales en blanco plantean interrogantes a la doctrina, con relación al principio de legalidad que la Constitución Argentina reconoce en los arts. 18 y 19, y que los instrumentos internacionales de Derechos Humanos con jerarquía constitucional (art. 75.22, CN) también contienen.
En el fallo "Mouviel" (1957), la Corte Suprema invalidó edictos policiales emitidos por el Jefe de la Policía Federal de la Capital que configuraban hechos punibles y penas a aplicar. Si bien no se trataba de leyes penales en blanco (porque, para peor, se carecía de habilitación legislativa concreta, sino que se derivaba genéricamente del entonces vigente Estatuto de la Policía Federal Argentina), el Tribunal remite al dictamen del procurador general de la Nación, Sebastián Soler, que explicó la situación.
En su dictamen, Soler afirma que la remisión a otra ley no genera mayores inconvenientes. Pero, cuando la remisión que contiene la ley penal en blanco es a normas administrativas, diferencia dos situaciones: si la conducta punible está descripta en la ley penal, pero la figura debe ser integrada con un elemento de hecho cuya especificación se defiere al Poder Ejecutivo, caso en el cual no habría objeción constitucional; o bien, si la conducta punible no se especifica sino que se remite a normas administrativas, caso esté en el que las mismas deben tratarse de reglamentos de leyes inscriptos dentro del actual art. 99.3 de la Constitución de la Nación Argentina, dado que estos forman la misma ley reglamentada, integrándola.
Se establece, por el Máximo Tribunal, que el Poder Ejecutivo podrá reglamentar los pormenores y circunstancias concretas de las acciones reprimidas, pero esta facultad reglamentaria presupone la existencia de una ley anterior lo suficientemente precisa y definida por el Poder Legislativo, que establezca detalladamente los hechos punibles y las penas a aplicar. Surge de la sentencia que solo así se respeta el principio de división de poderes que ordena la Constitución Nacional y se da cumplimiento a la garantía de ley previa establecida por la interpretación armoniosa de los arts. 18 y 19 (en numeración original de la Constitución de 1853).

### España
En multitud de sentencias el Tribunal Constitucional español ha validado la constitucionalidad de este tipo de normas. Por ejemplo, la STC 82/2005, de 6 de abril de 2005 recuerda que la reserva de ley orgánica prevista en el art. 81.1 de la Constitución española de 1978, «debe precisarse que el precepto cuestionado no vulnera el art. 81.1 CE, al cumplir la Ley Orgánica 7/1982, de 13 de julio, de contrabando, los requisitos que venimos exigiendo para las llamadas "leyes penales en blanco", a saber: Que el reenvío normativo exista de forma expresa (lo que tiene lugar en los arts. 1.1.4, 3.2.b y 3.3 de la citada Ley Orgánica 7/1982). Que el reenvío esté justificado en razón del bien jurídico protegido por la norma penal... Y que la norma orgánica remitente contenga, además de la pena, el núcleo esencial de la prohibición.» 
En el caso de los delitos ecológicos está plenamente justificado, según  el penalista español Muñoz Conde,  "por la propia complejidad de la materia", que hace "inevitable esta remisión, que solo puede ser limitada con una reglamentación administrativa clara y concisa, hoy por hoy inexistente, y una mayor relevancia del error cuando este sea comprensible por la propia oscuridad o deficiencia de la norma administrativa".